# جوينليان من ويلز
كانت جوينليان من ويلز أو جوينليان فيرش لليوين (الويلزية: Tywysog Cymru) (يونيو 1282- 7 يونيو 1337) الطفلة الوحيدة لليوين أب جروفود، آخر أمير من ويلز. في بعض الأحيان يمكن الخلط بينها وبين جوينليان فيرش جروفود الذي عاش قبل قرنين.

## النسب
ولدت جوينليان في منزل جوينيد الملكي في أبيرجوينجرين بالقرب من بانجور. توفيت والدتها إليانور دي مونتفورت أثناء الولادة، في 19 يونيو 1282. تنحدر جوينليان من سلالات ملكية مزدوجة.

## القبض على الملك إدوارد الأول
بعد بضعة أشهر من ولادة جوينليان، حاصر الجيش الإنجليزي الملك إدوارد الأول شمال ويلز في 11 ديسمبر 1282، قُتل والدها لليوين اب جروفود في معركة. هناك روايات متضاربة عن وفاته. تتفق الروايات على أن لليوين خدع لترك الجزء الأكبر من جيشه ثم تعرض للهجوم والقتل. تولى عم جوينليان ديفيد اب جروفود وصايتها، ولكن في 21 يونيو 1283،قبض عليه مع عائلته في نانهسجلين، وهو مكان اختباء سري في مستنقع في مرتفعات شمال ويلز. نُقل دافيد الذي أصيب بجروح بالغة إلى رودلان ثم نُقل تحت الحراسة إلى شروزبري وأُعدم فيما بعد.

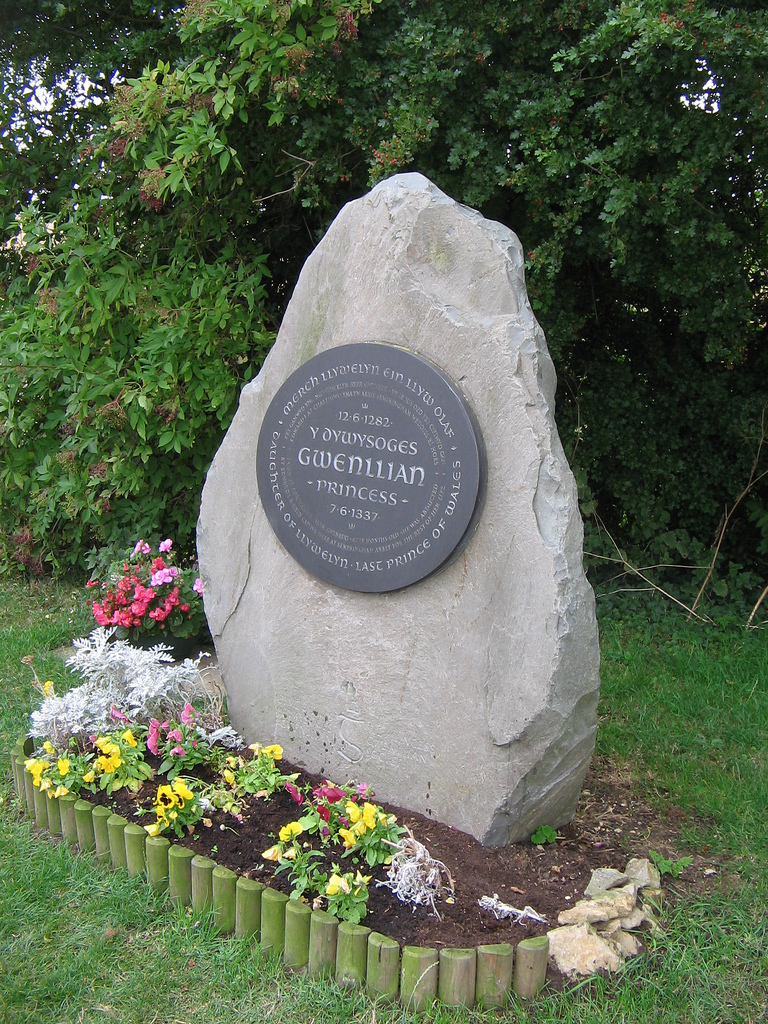
نصب تذكاري للأميرة جوينليان في سيمبرينغهام، إنجلترا.

## الشيخوخة والوفاة
منح إدوارد الثالث ملك إنجلترا حفيد إدوارد الأول جوينليان معاشًا تقاعديًا قدره 20 جنيهًا إسترلينيًا سنويًا؛ لم يكن هذا مالًا لها شخصيًا، مجرد مبلغ دفع نيابة عنها للدير فيما يتعلق بمأكلها وملبسها. سجلت وفاتها هناك من قبل مؤرخ الدير في يونيو 1337، قبل أيام قليلة من عيد ميلادها الخامس والخمسين.

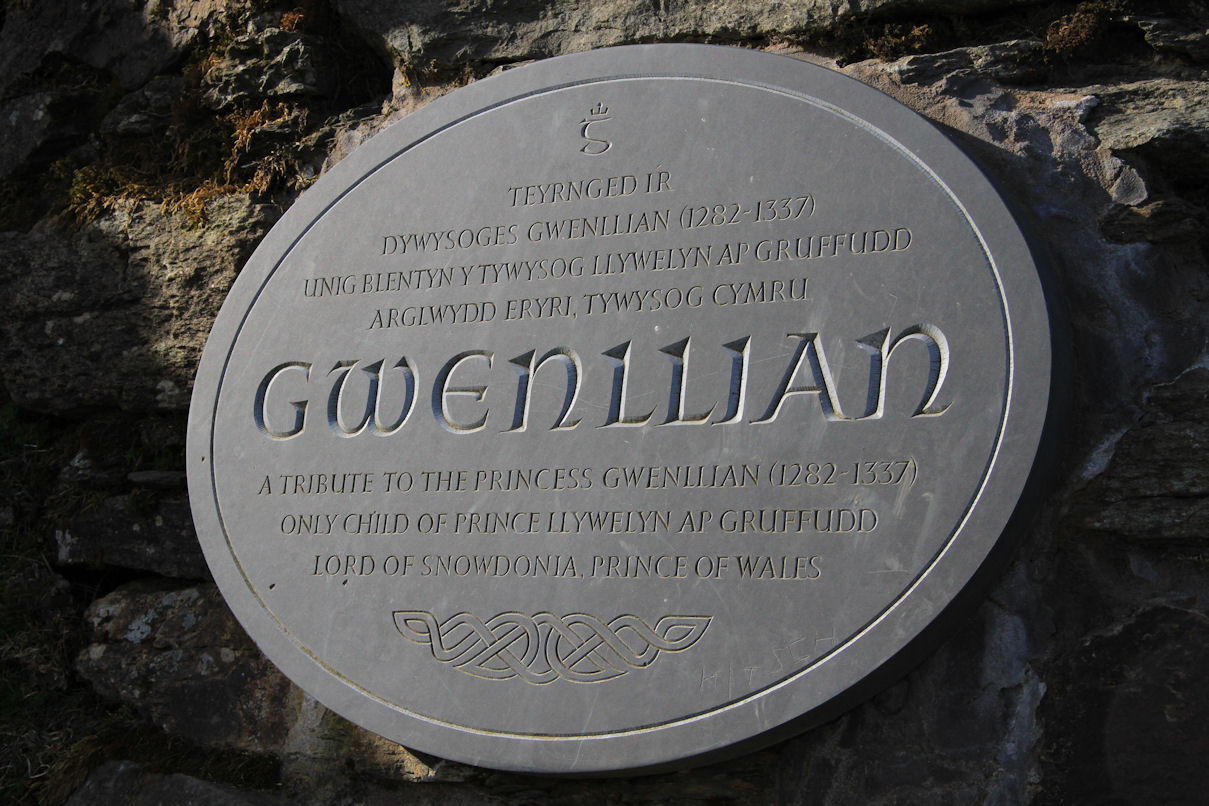
تكريم جوينليان في قمة سنودون

## في الثقافة
- نصب تذكاري (في الصورة على اليمين) مصنوع من الجرانيت الويلزي أقيم بالقرب من كنيسة سانت أندرو، المعروفة للسكان المحليين باسم دير سيمبرينغهام، في لينكولنشاير.[5]
- خلدت جوينليان في الشعر. استوحى فيلم «جوينليان» من تأليف ت. جيمس جونز من موقع حجرها التذكاري. «في سيمبرينغهام» للميريريد هوبوود. تشتهر هوبوود بكونها أول امرأة على الإطلاق تفوز بمقعد بارديك في ناشونال استدفود.
- في 26 سبتمبر 2009، غير اسم كارنيد أوشاف، في سلسلة جبال كارنداو في سنودونيا، رسميًا إلى كارنيد جوينليان في ذاكرتها بعد حملة طويلة قامت بها جمعية اميرة جوينليان.[6] أضافت هيئة مسح الذخائر أسماء كارنيد أوشاف/ كارنيد جوينليان على خرائطها ليتم نشرها اعتبارًا من عام 2010 فصاعدًا.[5] الاسم الأصلي لـ كارنيد أوشاف، الموجود داخل حدود ابيرجوينجريجين، هو جارنيد لادرون.
- كما وضعت لوحة على صخرة أسفل قمة سنودون مباشرةً تخليداً لذكرى «الأميرة جوينليان (1282-1337)، ابنة الأمير لويلين أب غروفود، لورد سنودونيا، أمير ويلز.»[5]
- كتب نيكي بولينجا رواية تاريخية، جوينليان. الأميرة المفقودة، التي نشرتها جمعية سيمون ذا مونتفورت (2017).